# Еер-Хавак
Сільське поселення (сумон) Еер-Хавак входить до складу Бай-Тайгинського кожууна Республіки Тива Російської Федерації.

## Населення
Населення сумона станом на 1 січня року
| Рік    | 2011 | 2012 | 2013 | 2014 | 2015 |
| ------ | ---- | ---- | ---- | ---- | ---- |
| Насел. | 741  | 729  | 735  | 722  | 732  |